# راینهارد لیبودا
راینهارد لیبودا (به آلمانی: Reinhard Libuda) بازیکن فوتبال و مهاجم اهل آلمان است که از سال ۱۹۶۳ میلادی عضو تیم ملی فوتبال آلمان بوده‌است. وی در ۲۶ بازی ملی حضور داشته است و آخرین بازی ملی خود را در سال ۱۹۷۱ میلادی انجام داد. راینهارد لیبودا در بازی‌های ملی‌اش ۳ گل به ثمر رساند.